# Kawęczyn (gmina w województwie lubelskim)
Kawęczyn (do 1874 Zofianka) – dawna gmina wiejska istniejąca do 1954 roku w woj. lubelskim. Siedzibą gminy był Kawęczyn.
Gmina Kawęczyn powstała w 1874 roku w Królestwie Polskim, w powiecie janowskim guberni lubelskiej z obszaru dotychczasowej gminy Zofianka.
W 1919 gmina weszła w skład woj. lubelskiego. Do 1933 ustrój gminy Kawęczyn kształtowało zmodyfikowane prawo zaborcze.
Według stanu na 30 września 1921 gmina Kawęczyn obejmowała miejscowości Andrzejów, Biała-Nowa Osada, Biała Ordynacka, Biała Poduchowna, Bilsko-Laski, Borownica, Cegielnia Stara, Cząszcz, Flisy, Gierłachy, Godziszów, Jonaki, Kawęczyn, Kawęczyn-Nowa Osada, Krzemień, Łążek-Bąki, Łążek Ordynacki, Majdan-Zofianka Górna, Momoty Jakubowe, Momoty-Nowa Osada, Obrówka, Pikule, Rataj Ordynacki, Rataj Poduchowny, Ruda, Szklarnia, Wólka Ratajska, Zofianka Dolna i Zofianka Górna. Gmina liczyła 11.639 mieszkańców.
Podczas okupacji gmina należała do dystryktu lubelskiego (w Generalnym Gubernatorstwie). Po wyzwoleniu powołano do życia Radę Narodową w Kawęczynie na mocy statutu z dnia 1 stycznia 1944 roku. 9 sierpnia 1945 roku zniesiono powiat janowski a z jego obszaru utworzono powiat kraśnicki.
Według stanu z dnia 1 lipca 1952 roku gmina Kawęczyn składała się z 21 gromad: Andrzejów, Biała Ordynacka cz. I, Biała Ordynacka cz. II, Biała Poduchowna, Flisy, Godziszów cz. I, Godziszów cz. II, Godziszów cz. III, Kawęczyn, Kawęczyn Nowa Osada, Krzemień cz. I, Krzemień cz. II, Łążek Ordynacki, Pikule, Rataj Ordynacki, Rataj Poduchowny, Ruda, Szklarnia, Wólka Ratajska, Zofianka Dolna i Zofianka Górna.
Gmina Kawęczyn została zniesiona 29 września 1954 roku wraz z reformą wprowadzającą gromady w miejsce gmin. Po reaktywowaniu gmin z dniem 1 stycznia 1973 roku gminy Kawęczyn nie przywrócono. Jej tereny wchodzą obecnie w skład gmin Godziszów, Janów Lubelski i Dzwola powiatu janowskiego.
Zobacz też: gmina Kawęczyn, gmina Nowy Kawęczyn